# Cabo Negro
Cabo Negro, também conhecido localmente como Taifor ou Ras Tarf é uma estância balnear situada na costa mediterrânica do norte de Marrocos, 10 km a norte de Tetuão e 24 km a sul do enclave espanhol de Ceuta. Antigamente parte da comuna urbana de Martil, desde 2010 que faz parte da comuna de M'diq, que integra a prefeitura de M'diq-Fnideq e a região de Tânger-Tetuão.
Uma das unidades hoteleiras mais famosas do cabo Negro é o Club Med Yasmina, situado a norte do cabo, situado ao lado de um campo de golfe junto ao qual também se encontram várias villas pertecentes ao jet set marroquino.
A área do farol do cabo Negro foi uma base militar até meados dos anos 1990.